# Jon Hermans-Vloedbeld
J.H.M. (Jon) Hermans-Vloedbeld (Hengelo, 30 januari 1954) is een Nederlands politica en bestuurster. Ze is lid van de VVD.

## Maatschappelijke en politieke carrière
Hermans ontving basisonderwijs op de rooms-katholieke meisjesschool St. Heriburg (thans Esreinschool geheten). De in Hengelo gevestigde Heriburgschool werd destijds geleid door de Zusters Franciscanessen van Veghel. Middelbaar onderwijs kreeg zij op het Hengeloos katholiek Twickel College. Voordat zij politiek actief werd, werkte ze in de psychiatrische gezondheidszorg, totdat haar kinderen waren geboren.
Vanwege interesse in maatschappelijke en politieke zaken kreeg Hermans diverse bestuurlijke posten binnen de VVD en in Losser. Ze werd in 1988 lid van de gemeenteraad, was van 1988 tot 1998 fractievoorzitter en vanaf 1998 tevens wethouder.

## Burgemeester
Per 1 juli 2001 werd Hermans burgemeester van Ouderkerk. Begin 2004 deed zij een poging om burgemeester van Delfzijl te worden. In een op 25 februari gehouden referendum moest zij het echter afleggen tegen PvdA-politica Maritje Appel. Dit was het eerste burgemeestersreferendum tussen twee vrouwelijke burgemeesterskandidaten. Het referendum was bijna niet doorgegaan omdat Appel haar beschuldigde van 'onzuivere praktijken in de campagne'. Hermans was hierover zo ontstemd dat ze dreigde van haar kandidatuur af te zien. Na bemiddeling door waarnemend burgemeester Henk van Hoof en commissaris van de Koningin Hans Alders besloot ze toch door te gaan.
Op 16 september 2004 verruilde Hermans het burgemeesterschap van Ouderkerk voor dat van Ridderkerk. Vijf jaar later, op 14 december 2009 werd zij burgemeester van Almelo. Op 27 oktober 2015 werd bekend dat ze geen tweede termijn ambieerde, zodat haar burgemeesterschap daar in december 2015 eindigde. Daarna bleef ze aan als waarnemend burgemeester en midden 2016 werd Arjen Gerritsen door de gemeenteraad van Almelo voorgedragen om haar op te volgen.

## Waarnemend burgemeester
Per 26 september 2016 is ze benoemd tot waarnemend burgemeester van Oud-Beijerland. Hermans is per 1 januari 2019 benoemd tot waarnemend burgemeester van de gemeente Noordwijk. Op 27 januari 2020 werd zij in Noordwijk opgevolgd door Wendy Verkleij-Eimers. Met ingang van 1 april 2020 is zij waarnemend burgemeester van Terschelling als opvolger van Bert Wassink. Op 28 oktober 2020 werd Caroline van de Pol burgemeester van Terschelling.
Met ingang van 4 oktober 2021 werd zij benoemd tot waarnemend burgemeester van Tubbergen vanwege ziekte van burgemeester Wilmien Haverkamp-Wenker. Op 14 februari 2022 hervatte Haverkamp-Wenker haar werkzaamheden. Met ingang van 24 oktober 2022 werd zij opnieuw waarnemer in Tubbergen wegens ziekte van Haverkamp-Wenker. Op 28 september 2023 werd Anko Postma burgemeester van Tubbergen.
Met ingang van 10 november 2023 werd zij benoemd als waarnemend burgemeester van Veere wegens zwangerschaps- en bevallingsverlof van Frederiek Schouwenaar. Zij begon echter al op 8 november dat jaar. Op 14 maart 2024 nam zij afscheid van Veere.

## Persoonlijk
Jon Hermans is weduwe en heeft drie zonen.